# Danuta Gielarowska-Sznajder
Danuta Gielarowska-Sznajder (ur. 1936) – polski pedagog, profesor doktor habilitowany nauk humanistycznych, specjalistka w zakresie pedagogiki ogólnej, pedagogiki szkolnictwa wyższego oraz etnopedagogiki i badań interdyscyplinarnych, profesor Instytutu Pedagogiki Akademii Pedagogiki Specjalnej im. Marii Grzegorzewskiej w Warszawie (APS).

## Życiorys
Absolwentka z 1957 Uniwersytetu Jagiellońskiego. Kierownik Zakładu Dydaktyki Szkoły Wyższej w Instytucie Polityki Naukowej i Szkolnictwa Wyższego. Autorka planów studiów i programów pierwszych w Polsce pedagogicznych studiów dla studentów i studiów podyplomowych dla nauczycieli przedmiotów technicznych na Politechnice Warszawskiej. Założycielka i wieloletni Kierownik Katedry Podstaw Pedagogiki na Wydziale Nauk Pedagogicznych Akademii Pedagogiki Specjalnej im. Marii Grzegorzewskiej w Warszawie. Wielkoletni konsultant i główny egzaminator przedmiotowy  Komisji Doktorskiej APS.  Założycielka i Kierownik Katedry Podstawowych Problemów Wychowania na Wydziale Teologicznym Chrześcijańskiej Akademii Teologicznej w Warszawie (ChAT). Pracownik naukowo - dydaktyczny Akademii Humanistycznej im. Aleksandra Gieysztora w Pułtusku i Akademii Ignatianum w Krakowie. Autorka nowatorskich w Polsce badań jakościowo – ilościowych oraz interdyscyplinarnych określonego przedmiotu badań. Za wybitne zasługi w pracy naukowo-badawczej, za osiągnięcia w działalności dydaktycznej została odznaczona Medalem Marii Grzegorzewskiej, Złotym Krzyżem Zasługi, Krzyżem Oficerskim Orderu Odrodzenia Polski. Liczne nagrody rektorskie.

## Wybrana bibliografia autorska[1]
- Asystenci nauczycielami akademickimi (Państ. Wydaw. Naukowe, Warszawa 1991; ISBN 83-01-10139-3)
- Dom studencki jako środowisko wychowujące (Państ. Wydaw. Naukowe, Warszawa, 1981; ISBN 83-01-02941-2)
- Organizacja kształcenia nauczycieli w politechnikach (Wydaw. Naukowe PWN, Warszawa, 1992; ISBN 83-01-10942-4) wspólnie ze  Stefanem M. Kwiatkowskim
- Starsi asystenci - kim są? (Państ. Wydaw. Naukowe, Warszawa, 1986; ISBN 83-01-07713-1)

## Doktoranci[3]
- Olgierd Benedyktowicz 1998
- Renata Ernst-Milerska 2001
- Ewa Dąbrowa 2003
- Izabela Kochan 2004
- Marta Krasuska-Betiuk 2007
- Sylwia Jaronowska 2007/2009
- Maria Jagiełło 2009
- Marlena Grzelak- Klus 2010
- Urszula Markowska-Manista 2010
- Joanna Bazaniak 2011
- Bartosz Marmol 2012
- Przemysław Florczak  2014
- Edyta Zawadzka 2015